# Liesl Folks
Pour les articles homonymes, voir Folks.
Liesl Folks est une ingénieure australo-américaine qui est professeure et vice-présidente principale des affaires académiques à l'Université de l'Arizona. Ses recherches portent sur le développement de matériaux magnétiques et de dispositifs spintroniques. Elle a été présidente en 2013 de l'Institute of Electrical and Electronics Engineers Magnetics Society.

## Enfance et éducation
Folks est originaire d'Australie. Elle a commencé sa carrière scientifique à l'Université d'Australie occidentale. Elle a étudié la physique pour son bachelor, avant d'entreprendre un doctorat en caractérisation des matériaux ferromagnétiques. En particulier, ses recherches ont porté sur l'analyse des propriétés transitoires des ferromagnétiques. Après avoir obtenu son diplôme en 1994 avec une thèse intitulée « Measurement and analysis of time dependent effects in ferromagnetic materials », Folks a rejoint la faculté de l'Université d'Australie occidentale en tant que chercheur associé, étudiant de nouveaux matériaux magnétiques permanents à l'échelle nanométrique.

## Recherche et carrière
Folks a rejoint IBM, où elle a travaillé sur la commercialisation de dispositifs spintroniques,. Elle s'est particulièrement intéressée au stockage magnétique de données et au développement de l'imagerie par microscopie à force magnétique. Elle est partie chez Hitachi avec l'entreprise de disques durs en 2003. Alors qu'elle travaillait chez Hitachi, Folsk a passé un an à l'Université Cornell où elle a obtenu une maîtrise en administration des affaires. Parallèlement à ses recherches, Folks a travaillé sur des programmes de formation en ingénierie, y compris des initiatives pour la prématernelle (en) et l'enseignement K-12. Elle a créé un programme d'été pour les étudiants diplômés afin d'étudier les matériaux magnétiques. En 2013, elle a reçu le AVS Excellence in Leadership Award.
En 2013, Folks a été nommée doyenne de l'Université de Buffalo. Cette année-là, elle a été nommée présidente de l'Institute of Electrical and Electronics Engineers Magnetics Society. Ses recherches se concentrent sur les matériaux magnétiques et les dispositifs spintroniques. À l'Université de Buffalo, elle s'est concentrée sur l'amélioration de la diversité et de l'équité dans le domaine scientifique, en mettant particulièrement l'accent sur la défense des femmes et d'autres groupes historiquement marginalisés. Elle a lancé deux nouveaux programmes ; dans la conception des matériaux et l'enseignement de l'ingénierie. Elle a rejoint l'Université de l'Arizona en tant que vice-présidente principale et provost en 2019.
En 2021, Folks est élue Fellow de la National Academy of Inventors (en).

## Publications (sélection)
- (en) Shouheng Sun, C. B. Murray, Dieter Weller, Liesl Folks et Andreas Moser, « Monodisperse FePt nanoparticles and ferromagnetic FePt nanocrystal superlattices », Science, Amérique septentrionale, AAAS, vol. 287, no 5460,‎ 1er mars 2000, p. 1989-1992 (ISSN 0036-8075 et 1095-9203, OCLC 1644869, PMID 10720318, DOI 10.1126/SCIENCE.287.5460.1989).
- (en) D. Weller, A. Moser, L. Folks, M.E. Best, Wen Lee, M.F. Toney, M. Schwickert, J.-U. Thiele et M.F. Doerner, « High K/sub u/ materials approach to 100 Gbits/in/sup 2/ », IEEE Transactions on Magnetics, IEEE Magnetics Society (d), vol. 36, no 1,‎ 2000, p. 10-15 (ISSN 0018-9464 et 1941-0069, OCLC 44580412, DOI 10.1109/20.824418).
- (en) S. A. Chambers, S. Thevuthasan, R. F. C. Farrow, R. F. Marks, J. U. Thiele, L. Folks, M. G. Samant, A. J. Kellock, N. Ruzycki, D. L. Ederer et U. Diebold, « Epitaxial growth and properties of ferromagnetic co-doped TiO2 anatase », Applied Physics Letters, AIP, vol. 79, no 21,‎ 19 novembre 2001, p. 3467-3469 (ISSN 0003-6951, 1077-3118 et 1520-8842, OCLC 1580952, DOI 10.1063/1.1420434).
- (en) S. A. Chambers, T. Droubay, C. M. Wang, A. S. Lea, R. F. C. Farrow, L. Folks, V. Deline et S. Anders, « Clusters and magnetism in epitaxial Co-doped TiO2 anatase », Applied Physics Letters, AIP, vol. 82, no 8,‎ 24 février 2003, p. 1257-1259 (ISSN 0003-6951, 1077-3118 et 1520-8842, OCLC 1580952, DOI 10.1063/1.1556173).